# Dibattito storiografico sulla Spedizione dei Mille
Una delle più importanti questioni del dibattito storiografico sulla Spedizione dei Mille riguarda la mancata attuazione della riforma agraria promessa da Giuseppe Garibaldi alle masse contadine siciliane. Questo problema fu inizialmente affrontato da Antonio Gramsci, che diede inizio a una discussione che in seguito coinvolse altri storici quali Rosario Romeo ed Emilio Sereni.

## La tesi di Gramsci

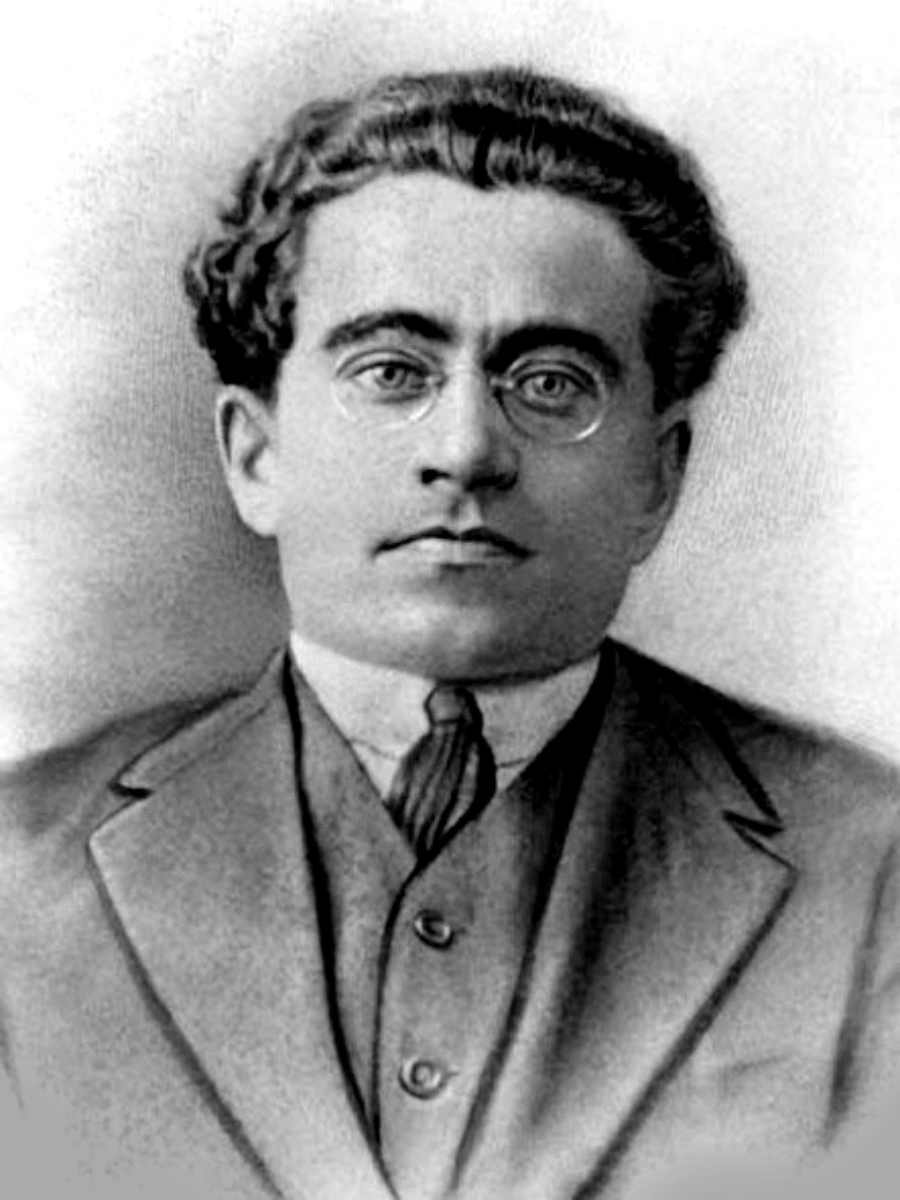
Antonio Gramsci

La tesi di Antonio Gramsci, che fu ripresa e approfondita da Emilio Sereni ne Il capitalismo nelle campagne (1860-1900) si accentra sulla domanda: perché il Partito d'Azione mazziniano non pose la questione della riforma agraria all'indomani dello sbarco dei Mille a Marsala?
In effetti Garibaldi, dopo aver assunta la dittatura dell'isola in nome di Vittorio Emanuele II, con il decreto n.5 promulgato ad Alcamo (17 maggio 1860), abolì la imposta sul macinato e quella sulla immissione dei cereali che gravava sulla popolazione siciliana e procedette alla divisione delle terre demaniali (2 giugno 1860), all'assegnazione a sorte delle quote e promise di voler procedere ad una riforma del latifondo.
Sono queste realizzazioni e promesse che attirano le masse contadine dei "picciotti" che furono determinanti per il primo scontro con il forte esercito borbonico di Francesco II a Calatafimi. Proprio da questa vittoria nasce il mito dell'invincibilità di Garibaldi che proseguì la sua marcia verso Nord, senza più incontrare gravi difficoltà.
Ma nel frattempo continua anche la guerra separata dei contadini ancora condotta in nome di Garibaldi e della libertà. Invadono i demani comunali, i feudi dei baroni latifondisti, bruciano gli archivi dove sono custoditi i titoli del loro servaggio.
«I movimenti di insurrezione dei contadini contro i baroni furono spietatamente schiacciati e fu creata la Guardia Nazionale anticontadina; è tipica la spedizione repressiva di Nino Bixio, il braccio destro del Generale, nella regione del catanese dove le insurrezioni furono più violente.»
Non appena Bixio arrivò a Bronte fece subito intendere quale fossero le sue intenzioni: uccise a freddo uno dei capi più accesi dei rivoltosi ed emanò un decreto con cui comandava la resa e la consegna delle armi, la condanna a morte e una tassa di guerra fino a quando in città non fosse stato riportato l'ordine. Cinque ribelli che erano innocenti, (i veri colpevoli degli eccidi commessi erano fuggiti prima dell'arrivo di Bixio), dopo un processo sommario furono fucilati e i loro cadaveri lasciati insepolti.
«Dopo Bronte, Randazzo, Castiglione, Regalbuto, Centorbi, ed altri villaggi lo videro, sentirono la stretta della sua mano possente, gli gridarono dietro: Belva. Ma niuno osò più muoversi... se no ecco quello che ha scritto: "Con noi poche parole o voi restate tranquilli, o noi, in nome della giustizia e della patria nostra vi struggiamo come nemici dell'umanità"
All'inizio osserva Giorgio Candeloro, vi era stata una naturale alleanza tra nobiltà, borghesia liberale e il popolo stretta in nome dell'odio comune contro i Borboni ma dalla metà di giugno, scrive Renzo Del Carria, «..si spezza definitivamente l'alleanza tra borghesi e contadini per dar luogo all'alleanza tra borghesi isolani e borghesia continentale rappresentata dai garibaldini e dai moderati.»
L'iniziativa di procedere alle espropriazioni delle terre, osserva Gramsci, sembra essere propria dei moderati più che dei democratici. Così con più coraggio fecero all'indomani dell'unità d'Italia i governi della Destra quando espropriarono l'asse ecclesiastico della Chiesa romana della cui vendita si avvantaggiarono i grandi e i medi proprietari terrieri
C'era una reciproca diffidenza tra i mazziniani e i contadini, che certo non potevano accettare il messaggio religioso di Teopompo, l'inviato di Dio, come Marx soprannominava Mazzini, ma pure questi, scrive Gramsci, avrebbe dovuto antivedere che da una rivoluzione contadina che da sud risalisse verso nord si sarebbe risolta non solo la questione sociale ma anche la questione romana: con largo anticipo Roma avrebbe potuto essere capitale e il Papa ridotto a capo del potere spirituale con un atto di forza che avrebbe preceduto di dieci anni quello di Porta Pia.
Mazzini, che pure si riprometteva, allarmando Cavour e il suo re, una volta presa Roma, di indire una Costituente italiana che decidesse sulla forma istituzionale da dare alle terre conquistate, non considerando scontato che esse entrassero a far parte del Regno sabaudo, secondo Gramsci non avrebbe compreso che esisteva nei contadini siciliani una coscienza di classe. Secondo Gramsci in G. C. Abba c'erano elementi sufficienti per dimostrare che la questione agraria avrebbe potuto mobilitare le masse, come si evince dal colloquio che questi ebbe con il frate Carmelo riportato nel suo diario della spedizione, Da Quarto al Volturno. Notarelle di uno dei Mille.

## La testimonianza di Giuseppe Cesare Abba

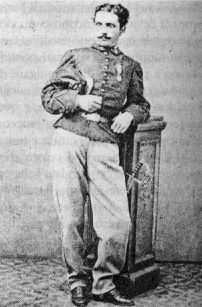
Giuseppe Cesare Abba in divisa garibaldina (1861)

Ad Abba che invita il frate ad unirsi, come hanno fatto altri religiosi, alla spedizione, padre Carmelo risponde: «..ho parlato con molti dei vostri, e non mi hanno saputo dir altro che volete unire l'Italia.»,  «Certo – risponde lo scrittore – per farne un grande e solo popolo.» ,«Un solo territorio..! In quanto al popolo, solo o diviso, se soffre, soffre...» risponde il frate.
I "Mille" sono venuti per portare ai loro fratelli siciliani «libertà e scuole», dice il giovane garibaldino. Ma questo forse andrà bene a voi piemontesi, obietta il frate, perché «la libertà non è pane, e la scuola nemmeno» . I "picciotti" vorrebbero, dice padre Carmelo, «Una guerra non contro i borboni, ma degli oppressi contro gli oppressori, grandi e piccoli, che non sono solo a Corte, ma in ogni città, in ogni villa...allora verrei [con voi]. Se io fossi Garibaldi, non mi troverei a quest'ora quasi ancora con voi soli.»
Questa, secondo il pensiero gramsciano, è la grande occasione perduta: trasformare il Risorgimento da un movimento d'élite a un grande movimento popolare; occasione persa da quei giovani che pure con entusiasmo "Avevano lasciato i loro studi, i loro agi... per venire in questa lontana isola... a ritrovarvi i ricordi del passato greco e romano... e niente comprendevano, né cercavano di capire, della realtà di questi, come subito li chiamarono, arabi."

## Le obiezioni di Rosario Romeo

Rosario Romeo

La prima obiezione di Rosario Romeo alla teoria di Gramsci è di carattere metodologico. Gramsci infatti, cadendo in un anacronismo, attribuirebbe la sua ideologia marxista ai contadini siciliani del 1860.
È molto poco probabile che i "picciotti", ottenuta da Garibaldi la spartizione dei latifondi avrebbero poi ingaggiato una rivoluzione che fosse risalita dal sud verso Roma eliminando d'un colpo il millenario potere temporale del Papa.
Romeo si pone la domanda: Questa presunta alternativa rivoluzionaria, per cui la storiografia marxista ha avanzato la tesi del Risorgimento come rivoluzione agraria mancata, esisteva veramente o era fuori dalla storia? E pur ammettendo che questo fosse avvenuto quali sarebbero state le conseguenze?
Una rivoluzione contadina, secondo Romeo, considerata la situazione internazionale, avrebbe quasi certamente provocato l'intervento della Francia di Napoleone III, che si proclamava paladina dello Stato della Chiesa e che aveva mal digerito le annessioni che, dopo la fine della guerra del 1859, avevano sconvolto gli accordi di Plombières dell'anno prima.
Anche l'Austria da parte sua avrebbe colto l'occasione, questa volta appoggiata dall'Inghilterra, per riportare la situazione italiana allo status quo ante.
D'altra parte, secondo la sua analisi, la formazione in Italia, come effetto della rivoluzione di una piccola proprietà contadina, priva di capitali e risorse tecnico-agrarie avrebbe certamente bloccato lo sviluppo delle aziende agrarie che nel Nord e nel Centro Italia stavano assumendo carattere capitalistico, formando quell'"accumulazione originaria del capitale" che avrebbe trovato i suoi naturali investimenti nello rivoluzione industriale, già sul punto di realizzarsi anche in Italia.
Quello di Romeo è apparso ai suoi critici un "fatalismo storico" per cui «tutto si sarebbe svolto nell'unico modo possibile e nel migliore dei modi...[La realtà è che]...la nostra classe politica scelse volontariamente una determinata linea preferendo riversare sui ceti popolari il maggior peso della ricostruzione e del risanamento del bilancio...»
Quindi, secondo Catalano, Romeo avrebbe giustamente sostenuto che la rivoluzione contadina avrebbe interrotto lo sviluppo industriale del Nord, dove già si stavano concentrando le capacità tecniche e i capitali necessari, ma la sua analisi sembra trascurare che la vera colpa del sistema industriale settentrionale sarebbe quella di avere scelto di proseguire l'industrializzazione sfruttando il Sud come se fosse una colonia, usando quindi il meridione italiano come un bacino da cui fare affluire operai a bassi salari e come un mercato di sbocco per la produzione industriale.